# Mitterbach am Erlaufsee

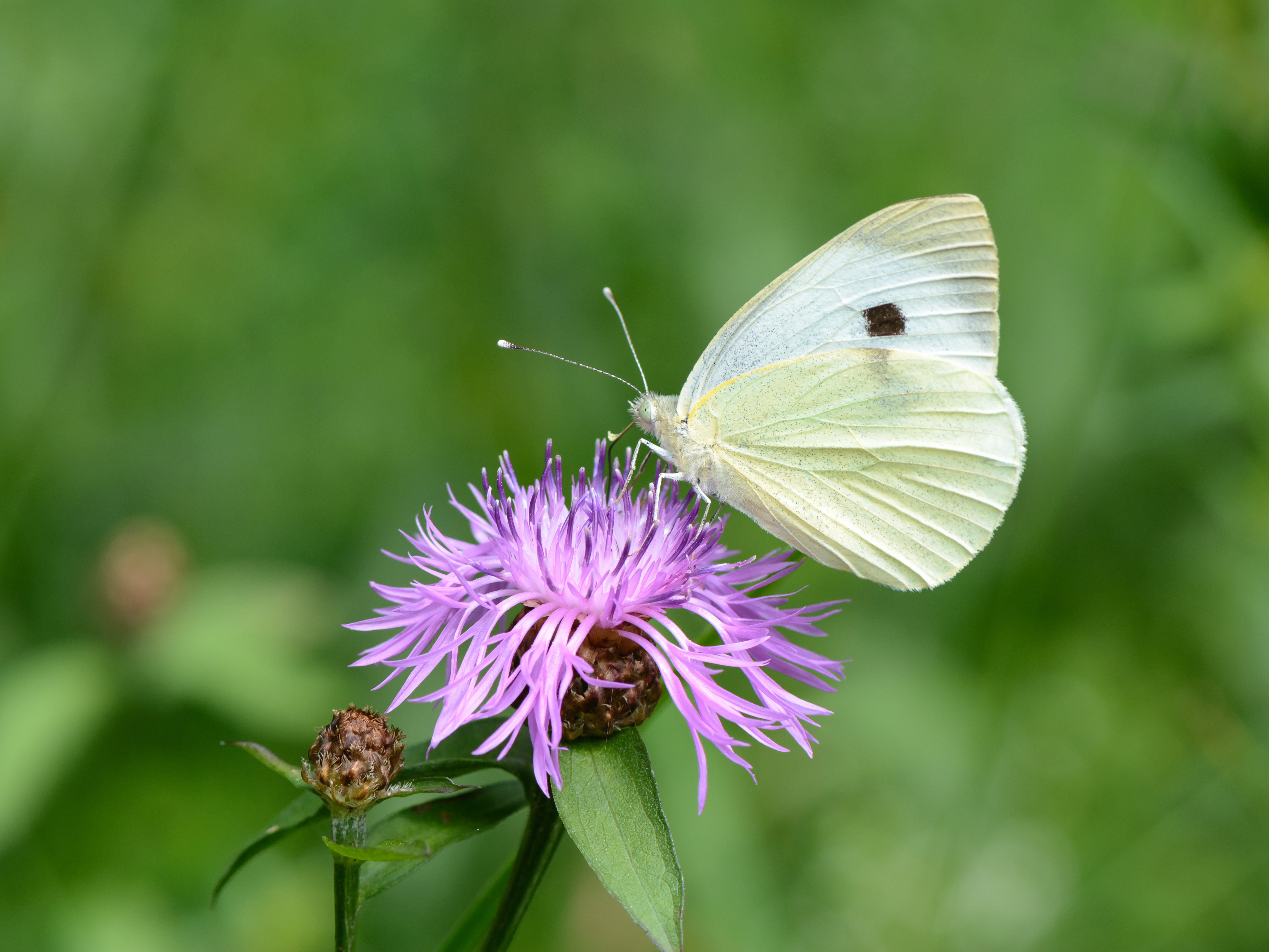
Une piéride du chou sur une centaurée jacée près de Mitterbach am Erlaufsee. Juillet 2018.

Mitterbach am Erlaufsee est une commune autrichienne du district de Lilienfeld en Basse-Autriche.